# Bruno Petković
Bruno Petković (født 16. september 1994) er en kroatisk fodboldspiller, der spiller for GNK Dinamo Zagreb.
Han blev udtaget til Kroatiens EM-trup til EM i fodbold 2020.